# 딸

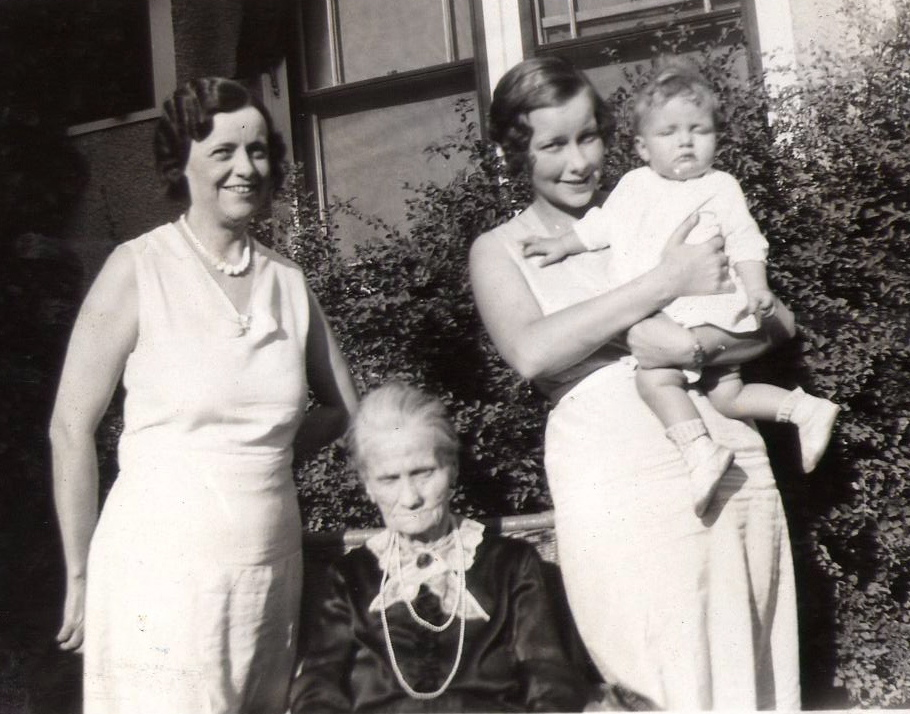
1931년 4대에 걸친 어머니와 딸들의 사진

딸은 여성이 자신의 부모로부터 불리는 호칭이다. 다른 사람의 딸을 부를 때엔 ‘따님’, ‘영양(令孃)’, ‘영애(令愛)’, ‘여식(女息)’ 등으로 부른다. 반의어는 아들이다.
가부장적 사회에서 딸은 종종 아들에 비해 가족적 권리에 차이를 두거나 적게 두는 경향이 있다. 가족은 딸보다 아들을 갖는 것을 선호하고 딸을 여아 살해 대상으로 삼을 수도 있다. 일부 사회에서는 딸이 남편에게 '팔려' 신부값을 지불해야 하는 것이 관습이다. 이와 반대되는 관습으로, 부모가 남편에게 여성의 경제적 부담을 보상하기 위해 일정 금액을 지불하는 것을 지참금이라고 한다. 지참금 지불은 여성이 집 밖에서 노동하지 않는 사회에서 볼 수 있다.

## 같이 보기
- 가족
  - 어머니
  - 아버지
  - 아들
- 여성